# المعيان (يافع)

تعديل مصدري - تعديل

المعيان هي إحدى قرى عزلة لبعوس بمديرية يافع التابعة لمحافظة لحج، بلغ تعداد سكانها 186 نسمة حسب تعداد اليمن لعام 2004.